# Mark Diesen
Mark Carl Diesen (16 de setembre de 1957 a Buffalo (Nova York) - 9 de desembre de 2008 a Conroe (Texas)) fou un jugador d'escacs estatunidenc. Va obtenir el títol de Mestre Internacional el 1976, quan va guanyar el Campionat del món juvenil. D'altres èxits incloiren ser campió de l'estat de Louisiana els anys 1986, 1987 i 1988.
Graduat per la Universitat de Tennessee, va formar-se en enginyeria química. Després d'abandonar oficialment els escacs convencionals, va treballar com a enginyer de jaciments de petroli de Shell, Pennzoil i Noble Energy.